# Хомутовка (Свердловская область)
Хомутовка — деревня в муниципальном округе Первоуральск Свердловской области России. 

## География
Деревня Хомутовка расположена на левом берегу реки Шайтанки (левого притока реки Чусовой), в 10 километрах (по автотрассе в 12 километрах) к юго-западу от города Первоуральска. Южнее деревни проходит автодорога Пермь — Екатеринбург (часть федеральной автомагистрали М12 «Восток»). В 6 километрах к западу-юго-западу от Хомутовки, на хребте Коноваловский Увал, находится гора Белая (562,5 метра).

## История
Название деревни связано с тем, что реки Большая и Малая Листвянки вместе с рекой Шайтанкой с трёх сторон создают «хомут», окружающий деревню. А хомутина — это русло реки, загнутое подковой.
Деревня была основана поселенцами, заготавливающими древесный уголь для Билимбаевского и Шайтанского заводов. Деревня существовала до конца 1920-х годов. В 1932 году была восстановлена: на лесозаготовки привезли около 150 семей спецпереселенцев, раскулаченных крестьян из Красноуфимского, Артинского, Сажинского и Манчажского районов.

## Население
| 2002 | 2010 |
| ---- | ---- |
| 13   | ↘10  |